# Comuna Moșcena, Kovel
Moșcena (în ucraineană Мощена) este o comună în raionul Kovel, regiunea Volînia, Ucraina, formată din satele Cerkasî și Moșcena (reședința).

## Demografie
Componența lingvistică a satului Moșcena
     Ucraineană (97,61%)
     Rusă (1,97%)
Conform recensământului din 2001, majoritatea populației satului Moșcena era vorbitoare de ucraineană (97,61%), existând în minoritate și vorbitori de rusă (1,97%).